# Kubu Gadang
Kubu Gadang is een bestuurslaag in het regentschap Payakumbuh van de provincie West-Sumatra, Indonesië. Kubu Gadang telt 2246 inwoners (volkstelling 2010).